# Tryonia clathrata
Tryonia clathrata é uma espécie de gastrópode da família Hydrobiidae.
É endémica dos Estados Unidos da América.